# Albion Online
Albion Online — кроссплатформенная массовая многопользовательская ролевая онлайн-игра в средневековой стилистике, разработанная и выпущенная Sandbox Interactive в 2017 году.

## Отзывы и критика
| Сводный рейтинг       | Сводный рейтинг |
| Агрегатор             | Оценка          |
| --------------------- | --------------- |
| Metacritic            | 73/100          |
| Иноязычные издания    |                 |
| Издание               | Оценка          |
| GameRevolution        | 4/5             |
| GameStar              | 75/100          |
| Русскоязычные издания |                 |
| Издание               | Оценка          |
| «Игры Mail.ru»        | 6/10            |

Albion Online получила смешанные отзывы критиков.
По словам обозревателя сайта Игры@Mail.ru, ознакомившегося с альфа-версией игры в 2015 году, Albion Online — «занудная и бестолковая ролевая онлайн-игра, которая пытается мимикрировать под Ultima Online». Джоэл Питерсон с Destructoid также отметил сходство игры с Ultima Online, но посчитал свои игровые впечатления более схожими с EVE Online, назвав игру «фэнтезийным ответом EVE Online»; с его точки зрения, Albion Online предлагает игроку интересную экономическую систему, но скучный и «бездушный» мир.
Кевин Нильсен из издания GameStar (ныне: GamePro) оценил игру более положительно, на 75 баллов из 100, похвалив игру за множество путей развития персонажа, отметив высокую сложность. 
Джонатан Лик из GameRevolution оценил игру на 8/10. В своей рецензии он отметил, что несмотря на множество недостатков, игра уделяет внимание сообществу и предоставляет огромную свободу игрокам.